# سيدني جونسون
سيدني جونسون (26 أبريل 1974 بلانسنغ في الولايات المتحدة - ) (بالإنجليزية: Sydney Johnson)‏ هو مدرب كرة سلة ولاعب كرة سلة أمريكي في مركز هجوم خلفي.

## وصلات خارجية
- سيدني جونسون على موقع الدوري الإسباني لكرة السلة (الإسبانية)
- سيدني جونسون على موقع كرة السلة الأوروبية.كوم (الإنجليزية)
- سيدني جونسون على موقع كلية كرة السلة في سبورتس رفرنس.كوم (الإنجليزية)
- سيدني جونسون على موقع ريلجم (الإنجليزية)
- سيدني جونسون على موقع بروبوليرز (الإنجليزية)
- سيدني جونسون على موقع كلية كرة السلة في سبورتس رفرنس.كوم (الإنجليزية)
- سيدني جونسون على موقع سبورتس رفرنس (الإنجليزية)